# Joseph-Nicolas Barbeau du Barran

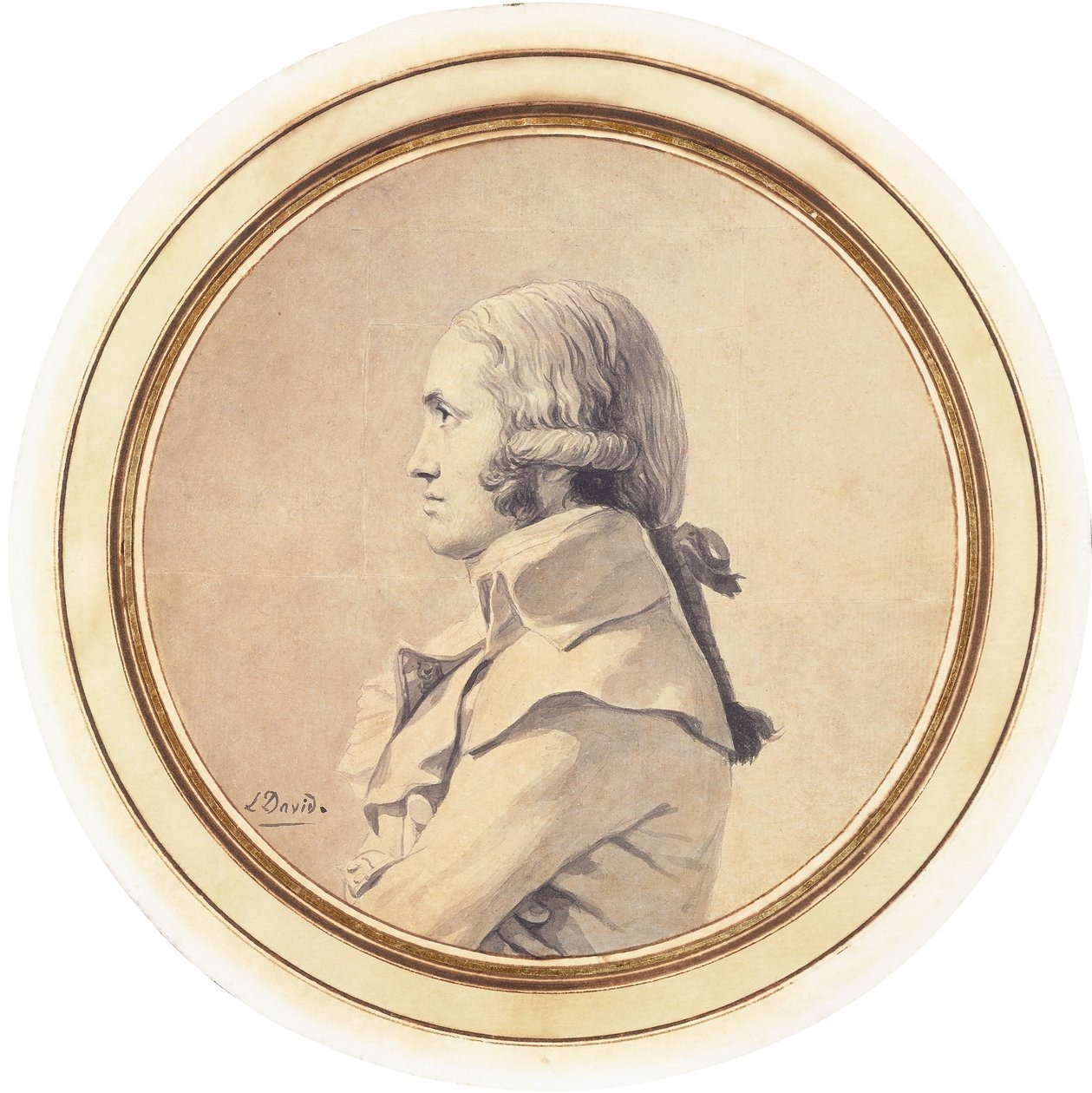
Retrato de Joseph-Nicolas Barbeau du Barran, dibujado en 1795 por Jacques-Louis David mientras ambos estaban encarcelados

Joseph-Nicolas Barbeau de Barran (Castelnau-d'Auzan, 3 de julio de 1761 - Assens, 16 de mayo de 1816) fue un político francés, miembro de la Convención Nacional, en representación de la Casa durante los Cien Días.

## Actividad política
Fue elegido como diputado a la Convención para el departamento de Gers 5 de septiembre de 1792. Se convirtió en uno de los diputados montañeses más ardientes y uno de los hombres más influyentes en la Asamblea. Durante el juicio de Luis XVI votó a favor de la culpabilidad del rey, en contra de la ratificación de la decisión del tribunal por el pueblo, en favor de la pena de muerte y en contra de la postergación. Justificó su decisión en favor de la pena de muerte para el rey diciendo: He consultado la ley, que me dice que todos los conspiradores merecen la muerte. La misma ley también me dice que la misma pena que debe aplicarse por los mismos delitos: yo voto por la muerte. 
El 13 de abril de 1793 votó en contra de la acusación a Marat y el 28 de mayo de ese año votó en contra de la abolición de la Comisión de los Doce.
Presidente del club de los jacobinos se convirtió en miembro de varios comités, entre ellos del poderoso Comité de Salvación Pública. Condenó a su colega Asselin por dar refugio a la marquesa de Luppé Chauny (que había sido condenada a muerte). Fue adversario de Robespierre, y luchó para hacerse cargo de su puesto. Después del 9 de Termidor asumió la defensa de Jacques Nicolás Billaud-Varenne y de Bertrand Barère de Vieuzac, y se opuso al juicio de los exmiembros del Comité de Salvación Pública. Estuvo implicado en la insurrección del 1 de Pradial (20 de mayo de 1795) y fue condenado al exilio por regicida y pasó el resto de su vida en Suiza.